# NGC 7652

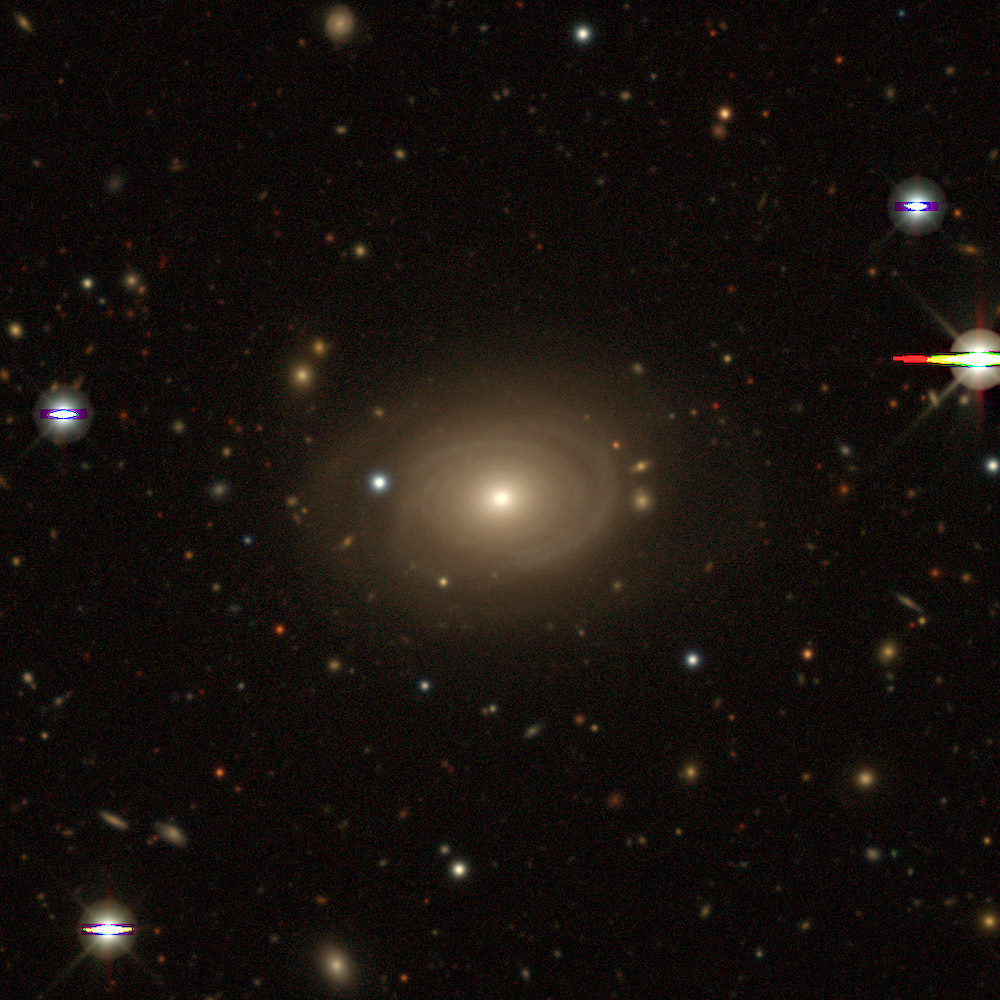
NGC 7652 par le projet « Legacy Surveys DR10 ».

NGC 7652 est une vaste galaxie spirale relativement éloignée et située dans la constellation de Toucan. Sa vitesse par rapport au fond diffus cosmologique est de 10 028 ± 43 km/s, ce qui correspond à une distance de Hubble de 147,9 ± 10,4 Mpc (∼482 millions d'al). NGC 7652 a été découverte par l'astronome britannique John Herschel en 1834.
Selon la base de données Simbad, NGC 7652 est une galaxie de Seyfert de type 2.